# سرجس تربنارياني
سرجاس تربنارياني (الاسم العلمي:Sargassum turbinarioides) هو نوع من الطلائعيات يتبع جنس السرجاس من فصيلة السرجاسية.